# Chinnahalli, Sakleshpur
Chinnahalli là một làng thuộc tehsil Sakleshpur, huyện Hassan, bang Karnataka, Ấn Độ.